# Kulturem

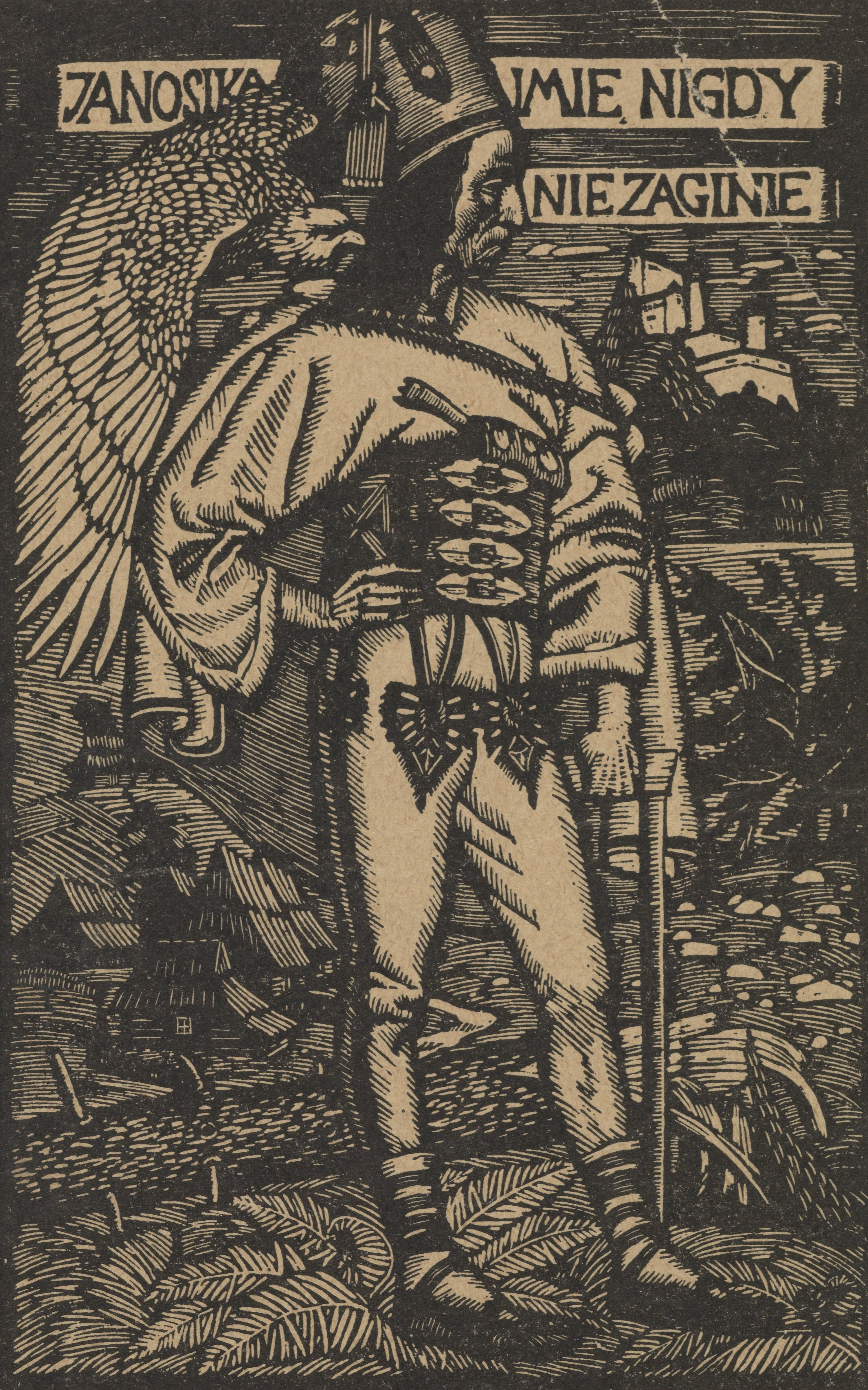
Władysław Skoczylas, Janosik. Słowo „zbójnik” uważane jest za jeden z kulturemów podhalańskich

Kulturem – jednostka etnolingwistyczna, która w planie wyrażania jest reprezentowana przez pojedyncze leksemy, zaś w planie treści ma tak bogate znaczenia, że dzięki niej można zrozumieć specyfikę danej społeczności narodowej, etnicznej lub regionalnej. 

## Charakterystyka
Terminu użyła jako pierwsza i spopularyzowała szwedzka uczona Els Oksaar. W polskim językoznawstwie pierwszą monografią dotyczącą tego tematu są Kulturemy podhalańskie Macieja Raka (Kraków 2015). Jak zaznacza M. Rak, to właśnie m.in. poprzez kulturemy społeczność określa swoją tożsamość, stosunek do tradycji i wartości, a także sposób radzenia sobie w obecnych czasach. Z powodu częstej nieprzekładalności reprezentujące je leksemy mają nastawienie etnocentryczne (nierzadko są składnikami autostereotypu) jako słowa zbiorowej pamięci. 
Kulturemy zwykle funkcjonują jako składniki związków frazeologicznych i pojawiają się w kliszowanych tekstach folkloru, poezji ludowej, literaturze regionalnej oraz w wypowiedziach autorefleksyjnych. 

## Podział kulturemów
Kulturemy dzielą się na:
- werbalne – wyrażane w słowach i wypowiedziach,
- niewerbalne – realizowane za pomocą języka ciała,
- parajęzykowe – wyrażane przez zachowania będące konsekwencją wieku, płci, pozycji społecznej,
- komunikacja niewerbalna, na którą wpływa m.in. czas i miejsce[3].

## Kulturemy w języku polskim
W Dystynktywnym słowniku synonimów Alicji Nagórko, Marka Łazińskiego i Hanny Burkhardt (Kraków 2004) znajduje się pierwsza na gruncie polskiego językoznawstwa definicja kulturemów w ujęciu etnolingwistycznym: [są to] ważne dla samoidentyfikacji jakiejś społeczności słowa klucze, charakteryzujące zarówno jej stosunek do tradycji, dziedziczonych wartości, jak i radzenie sobie z czasem teraźniejszym, aktualne przeżywanie świata (s. XIX). A. Nagórko podała również zestaw przykładowych polskich kulturemów: Kresy, bałagan, bohaterszczyzna, cham, cwaniak, kołtun, kotlet schabowy, warchoł, załatwić i ziemiaństwo. Według badaczki szczególne miejsce w omawianej koncepcji zajmują: nazwy własne, symbole narodowe, narodowa topografia, etnonimy i egzotyzmy.
Z kolei w monografii M. Raka (2015) do kulturemów podhalańskich zostały zaliczone następujące jednostki, z którymi mogą się identyfikować mieszkańcy Podhala, por.: 1) w kategorii swój – obcy: Górál, gazda, baca, juhas, zbójnik, ksiondz, pán, ceper; 2) wartości: Pámbócek, Pániezus, Gaździná Podhála, krzýz, śleboda, honór, robota, ziym, dudki, biyda, głód; 3) tożsamość kulturowa: gwara, muzýka, śpiywanie, tániec, ubranie, portki, ciupaga, moskál, oscypek, gorzáłka, owca; 4) geografia mentalna: Podhále, góry, Giewont, hála.
W kolejnych pracach (Kulturemy gwarowe, polskie, słowiańskie – zarys problematyki; Kulinarne kulturemy – podhalańskie, polskie, słowiańskie. Zarys problematyki) M. Rak do polskich kulturemów zaliczył: Pana Boga, Pana Jezusa, Matkę Boską, krzyż, pracę, honor, bohaterstwo, odwagę, prawość, wolność, Polskę, Wisłę, Częstochowę, Kraków, Warszawę, biedę, chleb, rosół i wódkę, a do kulturemów słowiańskich: Pana Boga, Pana Jezusa, Matkę Boską, krzyż, pracę, wolność, honor, chleb, mleko, wódkę i Słowianina. 
Ze względu na swoją wartość semantyczną kulturemy sprawiają problemy w przekładzie na język obcy.